# Лига Европы УЕФА 2024/2025. Квалификация
Эта статья содержит информацию о квалификационных раундах Лиги Европы УЕФА 2024/25.
Квалификация Лиги Европы УЕФА сезона 2024/2025 годов состоит из четырёх раундов: первый, второй, третий и квалификационный раунд плей-офф.
В первом раунде примут участие 12 команд, выигравших национальный кубок из футбольных ассоциаций под № 22—33 рейтинга УЕФА.
Во втором раунде примут участие 6 победителей первого раунда; 5 команд, выигравших национальный кубок из футбольных ассоциаций 16—21 рейтинга УЕФА (кроме России); 6 команд, занявших четвёртое место в национальном чемпионате из футбольных ассоциаций 7—12 рейтинга УЕФА; 1 команда, занявшая пятое место в национальном чемпионате из футбольной ассоциации № 6 рейтинга УЕФА.
В третьем раунде будут проведены игры квалификации по двум направлениям: путь чемпионов и основной путь.
- В пути чемпионов примут участие 12 команд, проигравших во втором квалификационном раунде Лиги чемпионов УЕФА (путь чемпионов).
- В основном пути примут участие: 9 победителей второго квалификационного раунда (не чемпионы); 3 команды, выигравшие национальный кубок из ассоциаций 13—15 рейтинга УЕФА; 2 команды, проигравшие во втором квалификационном раунде Лиги чемпионов УЕФА (путь лиг).

В квалификационном раунде плей-офф примут участие: 5 команд, выигравших национальный кубок из ассоциаций 8—12; 6 победителей третьего квалификационного раунда (чемпионы); 7 победителей третьего квалификационного раунда (не чемпионы); 6 команд, проигравших в третьем квалификационном раунде Лиги чемпионов УЕФА (путь чемпионов).

## Расписание жеребьёвок и матчей
Ниже представлено расписание квалификационного турнира.
| Фаза                  | Раунд                           | Дата жеребьёвки | Первый матч     | Ответный матч   |
| --------------------- | ------------------------------- | --------------- | --------------- | --------------- |
| Квалификация          | Первый квалификационный раунд   | 18 июня 2024    | 11 июля 2024    | 18 июля 2024    |
| Квалификация          | Второй квалификационный раунд   | 19 июня 2024    | 25 июля 2024    | 1 августа 2024  |
| Квалификация          | Третий квалификационный раунд   | 22 июля 2024    | 8 августа 2024  | 15 августа 2024 |
| Плей-офф квалификации | Квалификационный раунд плей-офф | 5 августа 2024  | 22 августа 2024 | 29 августа 2024 |

## Участники
| Раунд                           | Раунд                           | Команды             | Команды                      | Команды                 | Команды                      |
| ------------------------------- | ------------------------------- | ------------------- | ---------------------------- | ----------------------- | ---------------------------- |
| Квалификационный раунд плей-офф | Квалификационный раунд плей-офф | Андерлехт (3-е)     | Харт оф Мидлотиан (3-е)      | ЛАСК (3-е)              | ТСЦ (3-е)                    |
| Квалификационный раунд плей-офф | Квалификационный раунд плей-офф | Бешикташ (ОК)       | Лудогорец (ЛЧ ПЧ К3)         | АПОЭЛ (ЛЧ ПЧ К3)        | ФКСБ (ЛЧ ПЧ К3)              |
| Квалификационный раунд плей-офф | Квалификационный раунд плей-офф | ПАОК (ЛЧ ПЧ К3)     | Ференцварош (ЛЧ ПЧ К3)       | Ягеллония (ЛЧ ПЧ К3)    |                              |
|                                 |                                 |                     |                              |                         |                              |
| Третий квалификационный раунд   | ПЧ                              | Петрокуб (ЛЧ ПЧ К2) | Нью-Сейнтс (ЛЧ ПЧ К2)        | КИ Клаксвик (ЛЧ ПЧ К2)  | Шемрок Роверс (ЛЧ ПЧ К2)     |
| Третий квалификационный раунд   | ПЧ                              | Целе (ЛЧ ПЧ К2)     | Линкольн Ред Импс (ЛЧ ПЧ К2) | Динамо Минск (ЛЧ ПЧ К2) | Борац Баня-Лука (ЛЧ ПЧ К2)   |
| Третий квалификационный раунд   | ПЧ                              | РФШ (ЛЧ ПЧ К2)      | УЭ Санта-Колома (ЛЧ ПЧ К2)   | Паневежис (ЛЧ ПЧ К2)    | Маккаби Тель-Авив (ЛЧ ПЧ К2) |
| Третий квалификационный раунд   | ОП                              | Серветт (ОК)        | Кривбасс (3-е)               | Виктория Пльзень (3-е)  | Лугано (ЛЧ ПЛ К2)            |
| Третий квалификационный раунд   | ОП                              | Партизан (ЛЧ ПЛ К2) |                              |                         |                              |
|                                 |                                 |                     |                              |                         |                              |
| Второй квалификационный раунд   | Второй квалификационный раунд   | Аякс (5-е)          | Брага (4-е)                  | Серкль Брюгге (4-е)     | Килмарнок (4-е)              |
| Второй квалификационный раунд   | Второй квалификационный раунд   | Рапид Вена (4-е)    | Воеводина (4-е)              | Трабзонспор (3-е)       | Молде (ОК)                   |
| Второй квалификационный раунд   | Второй квалификационный раунд   | Силькеборг (ОК)     | Риека (2-е)                  | Панатинаикос (ОК)       | Маккаби Петах-Тиква (ОК)     |
|                                 |                                 |                     |                              |                         |                              |
| Первый квалификационный раунд   | Первый квалификационный раунд   | Пафос (ОК)          | Эльфсборг (2-е)              | Висла Краков (ОК)       | Пакш (ОК)                    |
| Первый квалификационный раунд   | Первый квалификационный раунд   | Корвинул (ОК)       | Ботев Пловдив (ОК)           | Ружомберок (ОК)         | Зиря (2-е)                   |
| Первый квалификационный раунд   | Первый квалификационный раунд   | Тобол (ОК)          | Марибор (2-е)                | Шериф (2-е)             | Лапи (2-е)                   |

## Первый квалификационный раунд
Жеребьёвка первого квалификационного раунда прошла 18 июня 2024 года.

### Посев
Всего в первом квалификационном раунде приняли участие 12 команд, выигравших национальный кубок из футбольных ассоциаций под № 22—33 рейтинга УЕФА. Они были разделены на две группы: сеянные и несеяные.
При жеребьёвке в соответствии с таблицей клубных коэффициентов УЕФА сезона 2023/2024 команды будут поделены на «сеяные» и «несеяные».
| Сеяные                                                                                       | Несеяные                                                                                              |
| -------------------------------------------------------------------------------------------- | --- |
| - Шериф 20,000 - Марибор 9,500 - Тобол 7,500 - Висла Краков 5,075 - Пафос 4,420 - Пакш 4,375 | - Эльфсборг 4,300 - Корвинул 4,275 - Ботев Пловдив 4,075 - Зиря 4,025 - Ружомберок 3,925 - Лапи 2,308 |

Победители матчей этого этапа вышли во второй квалификационный раунд. Проигравшие команды вышли во второй квалификационный раунд Лиги конференций (путь лиг).

### Матчи первого раунда
Первые матчи прошли 11 июля, ответные — 18 июля 2024 года.
Победители вышли во второй квалификационный раунд. Проигравшие попали в квалификацию Лиги конференций.
| Команда 1     | Итог         | Команда 2 | 1-й матч | 2-й матч       |
| ------------- | ------------ | --------- | -------- | -------------- |
| Ботев Пловдив | 4:3          | Марибор   | 2:1      | 2:2            |
| Эльфсборг     | 8:2          | Пафос     | 3:0      | 5:2            |
| Пакш          | 2:4          | Корвинул  | 0:4      | 2:0            |
| Шериф         | 2:2 (5:4 п.) | Зиря      | 0:1      | 2:1 (доп. вр.) |
| Висла Краков  | 4:1          | Лапи      | 2:0      | 2:1            |
| Ружомберок    | 5:3          | Тобол     | 5:2      | 0:1            |

### Матчи
| Ботев Пловдив         | 2:1 | Марибор      |
| --------------------- | --- | ------------ |
| - Уджа 9′ - Илиев 74′ |     | - Ширвис 19′ |

| Марибор                       | 2:2 | Ботев Пловдив             |
| ----------------------------- | --- | ------------------------- |
| - Репас 13′ - Этьен Бугре 80′ |     | - Нвачукву 48′ - Уджа 60′ |

| Эльфсборг                          | 3:0 | Пафос |
| ---------------------------------- | --- | ----- |
| - Зенели 9′ - Хульт 59′ - Фрик 82′ |     |       |

| Пафос                               | 2:5 | Эльфсборг                                                           |
| ----------------------------------- | --- | ------------------------------------------------------------------- |
| - Хольмен 25′ (авт.) - Драгомир 43′ |     | - Оума 23′ - Байду 27′ - Бальдюрссон 48′ - Абдулаи 58′ - Зенели 85′ |

| Пакш | 0:4 | Корвинул                          |
| ---- | --- | --------------------------------- |
|      |     | - Буш 9′ - Лупу 45+2′, 86′, 90+3′ |

| Корвинул | 0:2 | Пакш                     |
| -------- | --- | ------------------------ |
|          |     | - Кёнывец 79′ - Бёде 90′ |

| Шериф | 0:1 | Зиря          |
| ----- | --- | ------------- |
|       |     | - Волкови 88′ |

| Зиря      | 1:2 (доп. вр.) | Шериф                 |
| --------- | -------------- | --------------------- |
| - Уциг 5′ |                | - Аллах 54′ - Яде 77′ |
| Пенальти  |                |                       |
|           | 4:5            |                       |

| Висла Краков                | 2:0 | Лапи |
| --------------------------- | --- | ---- |
| - Сапалья 2′ - Родадо 90+5′ |     |      |

| Лапи         | 1:2 | Висла Краков              |
| ------------ | --- | ------------------------- |
| - Тахири 74′ |     | - Родадо 58′ - Киакос 90′ |

| Ружомберок                                                      | 5:2 | Тобол                    |
| --------------------------------------------------------------- | --- | ------------------------ |
| - Габриэль 11′, 88′ - Селецкий 40′ - Малый 45+3′ - Мадленяк 77′ |     | - Иванович 9′ - Энен 45′ |

| Тобол             | 1:0 | Ружомберок |
| ----------------- | --- | ---------- |
| - Эль-Мессауди 8′ |     |            |

## Второй квалификационный раунд
Жеребьёвка второго квалификационного раунда прошла 19 июня 2024 года.
Во втором раунде примут участие:
- 6 победителей первого раунда;
- 5 команд, выигравших национальный кубок из футбольных ассоциаций 16—21 рейтинга УЕФА (кроме России);
- 6 команд, занявших четвёртое место в национальном чемпионате из футбольных ассоциаций 7—12 рейтинга УЕФА;
- 1 команда, занявшая пятое место в национальном чемпионате из футбольной ассоциации № 6 рейтинга УЕФА.

### Посев
При жеребьёвке в соответствии с таблицей клубных коэффициентов УЕФА сезона 2023/2024 команды будут поделены на «сеяные» и «несеяные». Для победителей первого квалификационного раунда, которые не будут известны на момент проведения жеребьёвки, используется клубный коэффициент команды, имеющей наивысший рейтинг в своей паре.
| Сеяные | Несеяные |
| --- | --- |
| - Аякс 67,000 - Брага 49,000 - Молде 28,500 - Шериф 20,000 - Рапид Вена 14,000 - Риека 12,000 - Трабзонспор 11,500 - Серкль Брюгге 9,760 - Ботев Пловдив 4,075 | - Килмарнок 7,210 - Панатинаикос 6,305 - Силькеборг 6,290 - Маккаби Петах-Тиква 6,225 - Воеводина 5,555 - Висла Кравков 5,075 - Эльфсборг 4,300 - Корвинул 4,275 - Ружомберок 3,925 |

Примечания
1. ↑  Словения: Обладатель Кубка Словении клуб «Рогашка» не получил лицензию УЕФА. Место в турнире перешло клубу «Марибор», занявшему в чемпионате Словении второе место.
2. 1 2 3 4 5 6  Команда, победившая в первом квалификационном раунде Лиги Европы, которая не известна на момент жеребьёвки.

Победители матчей этого этапа выйдут в третий квалификационный раунд (путь лиг). Проигравшие команды выйдут в третий квалификационный раунд Лиги конференций (путь лиг).

### Матчи второго квалификационного раунда
Первые матчи прошли 25 июля, ответные — 1 августа 2024 года.
| Команда 1    | Итог | Команда 2           | 1-й матч | 2-й матч |
| ------------ | ---- | ------------------- | -------- | -------- |
| Аякс         | 4:1  | Воеводина           | 1:0      | 3:1      |
| Ружомберок   | 0:3  | Трабзонспор         | 0:2      | 0:1      |
| Висла Краков | 2:8  | Рапид Вена          | 1:2      | 1:6      |
| Килмарнок    | 1:2  | Серкль Брюгге       | 1:1      | 0:1      |
| Молде        | 5:4  | Силькеборг          | 3:1      | 2:3      |
| Корвинул     | 0:1  | Риека               | 0:0      | 0:1      |
| Брага        | 7:0  | Маккаби Петах-Тиква | 2:0      | 5:0      |
| Панатинаикос | 6:1  | Ботев Пловдив       | 2:1      | 4:0      |
| Шериф        | 0:3  | Эльфсборг           | 0:1      | 0:2      |

Примечания
Победители матчей этого этапа вышли в третий квалификационный раунд (путь лиг). Проигравшие команды вышли в третий квалификационный раунд Лиги конференций (путь лиг).

##### Матчи
| Аякс                | 1:0 | Воеводина |
| ------------------- | --- | --------- |
| - Ван ден Бомен 86′ |     |           |

| Воеводина           | 1:3 | Аякс                                   |
| ------------------- | --- | -------------------------------------- |
| - Шутало 59′ (авт.) |     | - Шутало 53′ - Хато 85′ - Траоре 90+2′ |

| Ружомберок | 0:2 | Трабзонспор                 |
| ---------- | --- | --------------------------- |
|            |     | - Трезеге 39′ - Чанак 90+1′ |

| Трабзонспор  | 1:0 | Ружомберок |
| ------------ | --- | ---------- |
| - Дрэгуш 65′ |     |            |

| Висла Краков        | 1:2 | Рапид Вена                |
| ------------------- | --- | ------------------------- |
| - Хофман 79′ (авт.) |     | - Янссон 36′ - Зайдль 53′ |

| Рапид Вена                                                   | 6:1 | Висла Краков |
| ------------------------------------------------------------ | --- | ------------ |
| - Бургшталлер 6′, 30′, 35′ - Белё 24′ - Ро-Яо 45′ - Ланг 79′ |     | - Родадо 80′ |

| Килмарнок    | 1:1 | Серкль Брюгге |
| ------------ | --- | ------------- |
| - Уотсон 70′ |     | - Олаигбе 55′ |

| Серкль Брюгге | 1:0 | Килмарнок |
| ------------- | --- | --------- |
| - Сомерс 21′  |     |           |

| Молде                                   | 3:1 | Силькеборг |
| --------------------------------------- | --- | ---------- |
| - Кааса 2′ - Эйкрем 45+1′ - Эриксен 49′ |     | - Линн 35′ |

| Силькеборг                    | 3:2 | Молде                     |
| ----------------------------- | --- | ------------------------- |
| - Адамсен 3′, 57′ - Бакиз 88′ |     | - Брейвик 22′ - Кааса 81′ |

| Корвинул | 0:0 | Риека |
| -------- | --- | ----- |
|          |     |       |

| Риека          | 1:0 | Корвинул |
| -------------- | --- | -------- |
| - Петрович 12′ |     |          |

| Брага                           | 2:0 | Маккаби Петах-Тиква |
| ------------------------------- | --- | ------------------- |
| - Орта 56′ - Саласар 59′ (пен.) |     |                     |

| Маккаби Петах-Тиква | 0:5 | Брага                                                                                      |
| ------------------- | --- | ------------------------------------------------------------------------------------------ |
|                     |     | - Марин 29′ - Фернандеш 41′ - Саласар 45+4′ - Галабов 62′ (авт.) - Эль Уазани 90+1′ (пен.) |

| Панатинаикос                         | 2:1 | Ботев Пловдив |
| ------------------------------------ | --- | ------------- |
| - Еремеефф 8′ - Бакасетас 44′ (пен.) |     | - Корошец 71′ |

| Ботев Пловдив | 0:4 | Панатинаикос                                        |
| ------------- | --- | --------------------------------------------------- |
|               |     | - Еремеефф 6′, 50′ - Уджа 34′ (авт.) - Джуричич 45′ |

| Шериф | 0:1 | Эльфсборг            |
| ----- | --- | -------------------- |
|       |     | - Хедлунд 86′ (пен.) |

| Эльфсборг                | 2:0 | Шериф |
| ------------------------ | --- | ----- |
| - Абдулаи 2′ - Байду 73′ |     |       |

## Третий квалификационный раунд
Жеребьёвка третьего квалификационного раунда прошла 22 июля 2024 года.

### Матчи пути чемпионов третьего квалификационного раунда
Первые матчи прошли 6 и 8 августа, ответные — с 13 по 15 августа 2024 года.
Победители вышли в квалификационный раунд плей-офф Лиги Европы УЕФА, проигравшие — в квалификационный раунд плей-офф пути чемпионов Лиги конференций УЕФА. 
| Команда 1       | Итог | Команда 2         | 1-й матч | 2-й матч       |
| --------------- | ---- | ----------------- | -------- | -------------- |
| КИ Клаксвик     | 3:4  | Борац Баня-Лука   | 2:1      | 1:3 (доп. вр.) |
| УЭ Санта-Колома | 0:9  | РФШ               | 0:2      | 0:7            |
| Целе            | 2:3  | Шемрок Роверс     | 1:0      | 1:3 (доп. вр.) |
| Паневежис       | 1:5  | Маккаби Тель-Авив | 1:2      | 0:3            |
| Петрокуб        | 1:0  | Нью-Сейнтс        | 1:0      | 0:0            |
| Динамо Минск    | 3:2  | Линкольн Ред Импс | 2:0      | 1:2            |

##### Матчи
| КИ Клаксвик                           | 2:1 | Борац Баня-Лука     |
| ------------------------------------- | --- | ------------------- |
| - Клеттскард 10′ - Одемарксбаккен 36′ |     | - Йенсен 31′ (авт.) |

| Борац Баня-Лука                          | 3:1 (доп. вр.) | КИ Клаксвик    |
| ---------------------------------------- | -------------- | -------------- |
| - Сречкович 17′ - Савич 82′ - Мейерс 93′ |                | - Павлович 53′ |

| УЭ Санта-Колома | 0:2 | РФШ                           |
| --------------- | --- | ----------------------------- |
|                 |     | - Икауниекс 13′ - Осуагву 37′ |

| РФШ                                                                                   | 7:0 | УЭ Санта-Колома |
| ------------------------------------------------------------------------------------- | --- | --------------- |
| - Икауниекс 2′, 10′, 22′ - Липушчек 17′ - Осуагву 44′ - Кигурс 67′ - Мареш 77′ (пен.) |     |                 |

| Целе         | 1:0 | Шемрок Роверс |
| ------------ | --- | ------------- |
| - Менало 34′ |     |               |

| Шемрок Роверс                                | 3:1 (доп. вр.) | Целе            |
| -------------------------------------------- | -------------- | --------------- |
| - Уотс 37′ (пен.) - Фарруджиа 41′ - Барк 96′ |                | - Карничник 83′ |

| Паневежис     | 1:2 | Маккаби Тель-Авив          |
| ------------- | --- | -------------------------- |
| - Гуссиос 70′ |     | - Перец 3′ - Турджеман 10′ |

| Маккаби Тель-Авив                         | 3:0 | Паневежис |
| ----------------------------------------- | --- | --------- |
| - Перец 45+3′ - Давида 54′ - Ехецкель 70′ |     |           |

| Петрокуб           | 1:0 | Нью-Сейнтс |
| ------------------ | --- | ---------- |
| - Давис 20′ (авт.) |     |            |

| Нью-Сейнтс | 0:0 | Петрокуб |
| ---------- | --- | -------- |
|            |     |          |

| Динамо Минск                      | 2:0 | Линкольн Ред Импс |
| --------------------------------- | --- | ----------------- |
| - Гаврилович 36′ - Педро Игор 87′ |     |                   |

| Линкольн Ред Импс  | 2:1 | Динамо Минск  |
| ------------------ | --- | ------------- |
| - Де Барр 30′, 78′ |     | - Альфред 54′ |

### Матчи пути лиги третьего квалификационного раунда
Первые матчи прошли 8 августа, ответные — 15 августа 2024 года.
Победители вышли в квалификационный раунд плей-офф Лиги Европы УЕФА, проигравшие — в квалификационный раунд плей-офф Лиги конференций УЕФА. 
| Команда 1    | Итог           | Команда 2        | 1-й матч | 2-й матч       |
| ------------ | -------------- | ---------------- | -------- | -------------- |
| Партизан     | 2:3            | Лугано           | 0:1      | 2:2 (доп. вр.) |
| Молде        | 3:1            | Серкль Брюгге    | 3:0      | 0:1            |
| Панатинаикос | 1:1 (12:13 п.) | Аякс             | 0:1      | 1:0 (доп. вр.) |
| Трабзонспор  | 0:3            | Рапид Вена       | 0:1      | 0:2            |
| Брага        | 2:1            | Серветт          | 0:0      | 2:1            |
| Риека        | 1:3            | Эльфсборг        | 1:1      | 0:2            |
| Кривбасс     | 1:3            | Виктория Пльзень | 1:2      | 0:1            |

##### Матчи
| Партизан | 0:1 | Лугано         |
| -------- | --- | -------------- |
|          |     | - Дзанотти 73′ |

| Лугано                      | 2:2 (доп. вр.) | Партизан                   |
| --------------------------- | -------------- | -------------------------- |
| - Штеффен 47′ - Махмуд 111′ |                | - Захид 44′ - Маркович 67′ |

| Молде                                  | 3:0 | Серкль Брюгге |
| -------------------------------------- | --- | ------------- |
| - Эриксен 3′ - Эйкрем 18′ - Линнес 30′ |     |               |

| Серкль Брюгге | 1:0 | Молде |
| ------------- | --- | ----- |
| - Уаттара 41′ |     |       |

| Панатинаикос | 0:1 | Аякс          |
| ------------ | --- | ------------- |
|              |     | - Бергёйс 30′ |

| Аякс     | 0:1 (доп. вр.) | Панатинаикос |
| -------- | -------------- | ------------ |
|          |                | - Тете 89′   |
| Пенальти |                |              |
|          | 13:12          |              |

| Трабзонспор | 0:1 | Рапид Вена  |
| ----------- | --- | ----------- |
|             |     | - Гргич 67′ |

| Рапид Вена              | 2:0 | Трабзонспор |
| ----------------------- | --- | ----------- |
| - Зайдль 77′ - Ланг 87′ |     |             |

| Брага | 0:0 | Серветт |
| ----- | --- | ------- |
|       |     |         |

| Серветт        | 1:2 | Брага                              |
| -------------- | --- | ---------------------------------- |
| - Кутеса 90+1′ |     | - Эль-Уазани 45+1′ - Фернандеш 69′ |

| Риека           | 1:1 | Эльфсборг     |
| --------------- | --- | ------------- |
| - Галешич 45+2′ |     | - Абдулаи 24′ |

| Эльфсборг               | 2:0 | Риека |
| ----------------------- | --- | ----- |
| - Байду 68′ - Касем 83′ |     |       |

| Кривбасс  | 1:2 | Виктория Пльзень          |
| --------- | --- | ------------------------- |
| - Аду 20′ |     | - Панош 49′ - Васулин 69′ |

| Виктория Пльзень | 1:0 | Кривбасс |
| ---------------- | --- | -------- |
| - Васулин 52′    |     |          |

## Квалификационный раунд плей-офф
Жеребьёвка квалификационного раунда плей-офф прошла 5 августа 2024 года.

### Матчи пути чемпионов третьего квалификационного раунда
Первые матчи прошли 22 августа, ответные —  29 августа 2024 года.
Победители вышли в общий этап Лиги Европы, проигравшие — в общий этап Лиги конференций. 
| Команда 1         | Итог         | Команда 2         | 1-й матч | 2-й матч       |
| ----------------- | ------------ | ----------------- | -------- | -------------- |
| Динамо Минск      | 0:2          | Андерлехт         | 0:1      | 0:1            |
| Ягеллония         | 1:7          | Аякс              | 1:4      | 0:3            |
| Лудогорец         | 6:1          | Петрокуб          | 4:0      | 2:1            |
| Лугано            | 4:8          | Бешикташ          | 3:3      | 1:5            |
| ЛАСК              | 1:2          | ФКСБ              | 1:1      | 0:1            |
| РФШ               | 3:3 (4:2 п.) | АПОЭЛ             | 2:1      | 1:2 (доп. вр.) |
| Маккаби Тель-Авив | 8:1          | ТСЦ               | 3:0      | 5:1            |
| ПАОК              | 6:0          | Шемрок Роверс     | 4:0      | 2:0            |
| Ференцварош       | 1:1 (3:2 п.) | Борац Баня-Лука   | 0:0      | 1:1 (доп. вр.) |
| Молде             | 1:1 (2:4 п.) | Эльфсборг         | 0:1      | 1:0 (доп. вр.) |
| Брага             | 4:3          | Рапид Вена        | 2:1      | 2:2            |
| Виктория Пльзень  | 2:0          | Харт оф Мидлотиан | 1:0      | 1:0            |

##### Матчи
| Динамо Минск | 0:1 | Андерлехт         |
| ------------ | --- | ----------------- |
|              |     | - Аугустинссон 9′ |

| Андерлехт | 1:0 | Динамо Минск |
| --------- | --- | ------------ |
|           |     |              |

| Ягеллония   | 1:4 | Аякс                             |
| ----------- | --- | -------------------------------- |
| - Диегуз 5′ |     | - Акпом 9′, 61′, 69′ - Годтс 27′ |

| Аякс | 3:0 | Ягеллония |
| ---- | --- | --------- |
|      |     |           |

| Лудогорец                                   | 4:0 | Петрокуб |
| ------------------------------------------- | --- | -------- |
| - Дуа 23′ - Секо 59′ - Алмейда 90+1′, 90+4′ |     |          |

| Петрокуб | 1:2 | Лудогорец |
| -------- | --- | --------- |
|          |     |           |

| Лугано                                           | 3:3 | Бешикташ                                     |
| ------------------------------------------------ | --- | -------------------------------------------- |
| - Бислими 34′ - Штеффен 56′ - Габриэл 63′ (авт.) |     | - Фернандеш 21′, 52′ - Аль-Моатасембелла 55′ |

| Бешикташ | 5:1 | Лугано |
| -------- | --- | ------ |
|          |     |        |

| ЛАСК       | 1:1 | ФКСБ              |
| ---------- | --- | ----------------- |
| - Тууи 34′ |     | - Микулеску 45+2′ |

| ФКСБ | 1:0 | ЛАСК |
| ---- | --- | ---- |
|      |     |      |

| РФШ                            | 2:1 | АПОЭЛ           |
| ------------------------------ | --- | --------------- |
| - Куадьо 31′ - Икауниекс 45+1′ |     | - Эль-Араби 52′ |

| АПОЭЛ    | 2:1 (доп. вр.) | РФШ |
| -------- | -------------- | --- |
|          |                |     |
| Пенальти |                |     |
|          | 2:4            |     |

| Маккаби Тель-Авив                        | 3:0 | ТСЦ |
| ---------------------------------------- | --- | --- |
| - Турджеман 27′ - Перец 63′ - Мадмон 83′ |     |     |

| ТСЦ | 1:5 | Маккаби Тель-Авив |
| --- | --- | ----------------- |
|     |     |                   |

| ПАОК                                                               | 4:0 | Шемрок Роверс |
| ------------------------------------------------------------------ | --- | ------------- |
| - Клири 45+5′ (авт.) - Тайсон 47′ - Константелиас 67′ - Баба 90+5′ |     |               |

| Шемрок Роверс | 0:2 | ПАОК |
| ------------- | --- | ---- |
|               |     |      |

| Ференцварош | 0:0 | Борац Баня-Лука |
| ----------- | --- | --------------- |
|             |     |                 |

| Борац Баня-Лука | 1:1 (доп. вр.) | Ференцварош |
| --------------- | -------------- | ----------- |
|                 |                |             |
| Пенальти        |                |             |
|                 | 2:3            |             |

| Молде | 0:1 | Эльфсборг   |
| ----- | --- | ----------- |
|       |     | - Касем 15′ |

| Эльфсборг | 0:1 (доп. вр.) | Молде |
| --------- | -------------- | ----- |
|           |                |       |
| Пенальти  |                |       |
|           | 4:2            |       |

| Брага                        | 2:1 | Рапид Вена        |
| ---------------------------- | --- | ----------------- |
| - Карвальо 33′ - Саласар 71′ |     | - Бургшталлер 25′ |

| Рапид Вена | 2:2 | Брага |
| ---------- | --- | ----- |
|            |     |       |

| Виктория Пльзень       | 1:0 | Харт оф Мидлотиан |
| ---------------------- | --- | ----------------- |
| - Ойегоке 90+6′ (авт.) |     |                   |

| Харт оф Мидлотиан | 0:1 | Виктория Пльзень |
| ----------------- | --- | ---------------- |
|                   |     |                  |